# (14977) Bressler
(14977) Bressler ist ein Asteroid des Hauptgürtels, der am 26. September 1997 vom österreichischen Amateurastronomen Erich Meyer an der Sternwarte Davidschlag (IAU-Code 540) in der Nähe von Linz in Österreich entdeckt wurde.
Der Himmelskörper gehört zur Koronis-Familie, einer Gruppe von Asteroiden, die nach (158) Koronis benannt wurde.
Es wird das Objekt der Spektral-Klasse S zugeordnet und besitzt eine Absolute Helligkeit von 14,21 mag.
Der Asteroid wurde nach dem österreichischen Amateurastronomen Martin Bressler (* 1912 - †?) benannt. Bressler war ein Pionier in Sachen CCD Astrometrie, welche er ab 1993 betrieb.